# Comuna Tulukiv, Sneatîn
Tulukiv (în ucraineană Тулуків) este o comună în raionul Sneatîn, regiunea Ivano-Frankivsk, Ucraina, formată din satele Kelîhiv și Tulukiv (reședința).

## Demografie
Componența lingvistică a comunei Tulukiv
     Ucraineană (99,42%)
     Alte limbi (0,43%)
Conform recensământului din 2001, majoritatea populației comunei Tulukiv era vorbitoare de ucraineană (99,42%), existând în minoritate și vorbitori de alte limbi.